# Zethus (geslacht)
Zethus is een geslacht uit de onderfamilie van de leemwespen (Eumeninae). De wetenschappelijk naam ervan werd gepubliceerd door Johann Christian Fabricius in 1804. De typesoort is Zethus coeruleopennis (oorspronkelijk benoemd als Vespa coeruleopennis Fabricius, 1798).
In tegenstelling tot de wespen uit het geslacht Eumenes maken Zethus-soorten geen nesten van leem of modder. Sommige soorten gebruiken verlaten holtes van andere insecten in takken, bomen of in de grond. De vrouwtjes ruimen de gangen, leggen hun eieren erin en voorzien die van rupsen van vlinders. Andere soorten bouwen een eigen nest met gekauwd plantaardig materiaal (meestal bladeren), dat samengehouden wordt met een harsachtige substantie. Deze nesten worden gewoonlijk aan struiken of bomen bevestigd.

## Soorten
In 1965 publiceerden R.M. Bohart en L.A. Stange een revisie van het geslacht voor wat betreft het westelijk halfrond. Zij onderscheidden daarin 189 soorten. Charles C. Porter hield het in 1975 op 187 soorten.
James M. Carpenter beschreef in 2011 de nieuwe soort Zethus josefi uit Ecuador en volgens hem is Zethus het talrijkste wespengeslacht met 248 beschreven soorten. Meer dan tweehonderd daarvan komen voor in het Neotropisch gebied en vele daarvan in Brazilië.
De volgende soortenlijst is afkomstig van The Animal Diversity Web:
- Zethus adonis
- Zethus aethiopicus
- Zethus ajax
- Zethus alacris
- Zethus albopictus
- Zethus albopilosus
- Zethus alogus
- Zethus alticola
- Zethus alvarengai
- Zethus analis
- Zethus andesae
- Zethus andinus
- Zethus angustior
- Zethus anisitsii
- Zethus anomalus
- Zethus apicalipennis
- Zethus arabicus
- Zethus arietis
- Zethus arotus
- Zethus ater
- Zethus attenuatus
- Zethus aztecus
- Zethus bahamensis
- Zethus bakeri
- Zethus bardus
- Zethus bequaerti
- Zethus bicolor
- Zethus biglumis
- Zethus bilaminatus
- Zethus binodis
- Zethus bodkini
- Zethus boharti
- Zethus bolivarensis
- Zethus bolivianus
- Zethus brasiliensis
- Zethus brooksi
- Zethus bryanti
- Zethus buyssoni
- Zethus campanulatus
- Zethus caracis
- Zethus carbonarius
- Zethus caridei
- Zethus carinatus
- Zethus carpenteri
- Zethus cavagneroi
- Zethus celebensis
- Zethus cerceroides
- Zethus ceylonicus
- Zethus chalybeus
- Zethus chapadensis
- Zethus charon
- Zethus chimorum
- Zethus chrysopterus
- Zethus cinerascens
- Zethus clavatus
- Zethus clio
- Zethus clypearis
- Zethus clypeolaris
- Zethus coeruleopennis
- Zethus coloratus
- Zethus columbiae
- Zethus conicus
- Zethus corallinus
- Zethus corcovadensis
- Zethus coriarius
- Zethus corioicae
- Zethus costarricensis
- Zethus cristatus
- Zethus cubensis
- Zethus curialis
- Zethus cylindricus
- Zethus delagoensis
- Zethus demissus
- Zethus dentostipes
- Zethus dicomboda
- Zethus didymogaster
- Zethus diminutus
- Zethus discoelioides
- Zethus dodgei
- Zethus dolosus
- Zethus dreisbachi
- Zethus dubius
- Zethus ebenus
- Zethus ecuadorae
- Zethus empeyi
- Zethus erythrogaster
- Zethus evansi
- Zethus excavatus
- Zethus fabricator
- Zethus favillaceus
- Zethus felix
- Zethus fergusoni
- Zethus flavidulus
- Zethus flavipons
- Zethus fluminensis
- Zethus fraternus
- Zethus frederickorum
- Zethus fritzi
- Zethus fuscus
- Zethus garciai
- Zethus gaudens
- Zethus gonostylus
- Zethus gracilis
- Zethus guerreroi
- Zethus guineensis
- Zethus haemorrhoidalis
- Zethus harlequinus
- Zethus haywardi
- Zethus hexagonus
- Zethus heydeni
- Zethus hilarianus
- Zethus histrionicus
- Zethus huascari
- Zethus iheringi
- Zethus imperfectus
- Zethus improcerus
- Zethus inca
- Zethus incommodus
- Zethus inconstans
- Zethus indics
- Zethus infelix
- Zethus infundibuliformis
- Zethus inornatus
- Zethus irwini
- Zethus islandicus
- Zethus isthmicus
- Zethus jurinei
- Zethus laevinodus
- Zethus lignicola
- Zethus lobulatus
- Zethus longistylus
- Zethus lopezi
- Zethus luederwaldti
- Zethus lunaris
- Zethus luzonensis
- Zethus madecassus
- Zethus magnus
- Zethus magretti
- Zethus malabaricus
- Zethus mandibularis
- Zethus mapiriensis
- Zethus matzicatzin
- Zethus medius
- Zethus melanis
- Zethus menkei
- Zethus mexicanus
- Zethus micella
- Zethus milleri
- Zethus miniatus
- Zethus minimus
- Zethus miscogaster
- Zethus mocsaryi
- Zethus montezuma
- Zethus mutatus
- Zethus namibicus
- Zethus neffi
- Zethus neotomitus
- Zethus nicaraguensis
- Zethus nigerrimus
- Zethus nigricornis
- Zethus nodosus
- Zethus notatus
- Zethus nutans
- Zethus oaxacae
- Zethus obscurus
- Zethus olmecus
- Zethus orans
- Zethus orizabae
- Zethus otomitus
- Zethus pallidus
- Zethus pamparum
- Zethus paranensis
- Zethus parkeri
- Zethus parvulus
- Zethus peculiaris
- Zethus peruvianis
- Zethus peruvicus
- Zethus pilosus
- Zethus placidus
- Zethus planiclypeus
- Zethus plaumanni
- Zethus poeyi
- Zethus polybioides
- Zethus porteri
- Zethus precans
- Zethus productus
- Zethus prominens
- Zethus pronatus
- Zethus proximus
- Zethus pubescens
- Zethus pygmaeus
- Zethus pyriformis
- Zethus quadridentatus
- Zethus restrepoicus
- Zethus rhodesianus
- Zethus rodhaini
- Zethus romandinus
- Zethus roridus
- Zethus rossi
- Zethus rothschildanus
- Zethus rubioi
- Zethus rufinodus
- Zethus rufipes
- Zethus rufus
- Zethus rugosiceps
- Zethus satanicus
- Zethus schadei
- Zethus schlingeri
- Zethus schrottkyanus
- Zethus sculpturalis
- Zethus senegalensis
- Zethus sessilis
- Zethus seyrigi
- Zethus shannoni
- Zethus sichelianus
- Zethus silvaegrandis
- Zethus silvestris
- Zethus simulans
- Zethus slossonae
- Zethus smidtianus
- Zethus smithii
- Zethus spegazzinii
- Zethus spinipes
- Zethus spinosus
- Zethus stellaris
- Zethus striatifrons
- Zethus strigosus
- Zethus sulcatus
- Zethus thoracicus
- Zethus toltecus
- Zethus torquatus
- Zethus trimaculatus
- Zethus trispinosus
- Zethus umbrosus
- Zethus varipunctatus
- Zethus velezi
- Zethus venezuelanus
- Zethus vincenti
- Zethus wagneri
- Zethus waldoi
- Zethus westwoodi
- Zethus weyrauchi
- Zethus willinki
- Zethus yepezi
- Zethus yucatanae